# Brachyseps
Brachyseps is een geslacht van hagedissen uit de familie skinken (Scincidae).

## Naam en indeling
De wetenschappelijke naam van de groep werd voor het eerst voorgesteld door Lars Chatrou, Jesse Erens, Miralles Aurélien, Frank Glaw en Miguel Vences in 2017. Er zijn acht soorten, veel soorten behoorden eerder tot andere geslachten, zoals het niet meer erkende geslacht Sepsina en werden later tot de geslachten Scelotes en Amphiglossus gerekend. In de literatuur wordt hierdoor vaak de verouderde wetenschappelijke naam gebruikt.
Het geslacht Brachyseps is samen met het geslacht Flexiseps afgesplitst van het geslacht Amphiglossus op basis van nieuwe inzichten. De mate waarin het lichaam van de hagedissen is uitgerekt speelt hierin een belangrijke rol.

## Verspreiding en habitat
Alle soorten komen voor in delen van oostelijk Afrika en leven endemisch op het eiland Madagaskar. De verschillende soorten komen voor in uiteenlopende delen van het eiland. Van de soort Brachyseps macrocercus is bekend dat de skink op een hoogte van meer dan 2000 meter boven zeeniveau kan worden aangetroffen. Binnen het geslacht komen zowel eierleggende als levendbarende soorten voor.

## Soorten
Het geslacht omvat de volgende soorten, met de auteur en het verspreidingsgebied.
| Naam                        | Auteur                     | Verspreidingsgebied       |
| --------------------------- | -------------------------- | ------------------------- |
| Brachyseps anosyensis       | Raxworthy & Nussbaum, 1993 | Madagaskar                |
| Brachyseps frontoparietalis | Boulenger, 1889            | Oostelijk Madagaskar      |
| Brachyseps gastrostictus    | O'shaughnessy, 1879        | Madagaskar                |
| Brachyseps macrocercus      | Günther, 1882              | Madagaskar                |
| Brachyseps mandady          | Andreone & Greer, 2002     | Noordoostelijk Madagaskar |
| Brachyseps punctatus        | Raxworthy & Nussbaum, 1993 | Madagaskar                |
| Brachyseps spilostichus     | Andreone & Greer, 2002     | Noordoostelijk Madagaskar |
| Brachyseps splendidus       | Grandidier, 1872           | Zuidoostelijk Madagaskar  |